# St. Margareta (Laub)

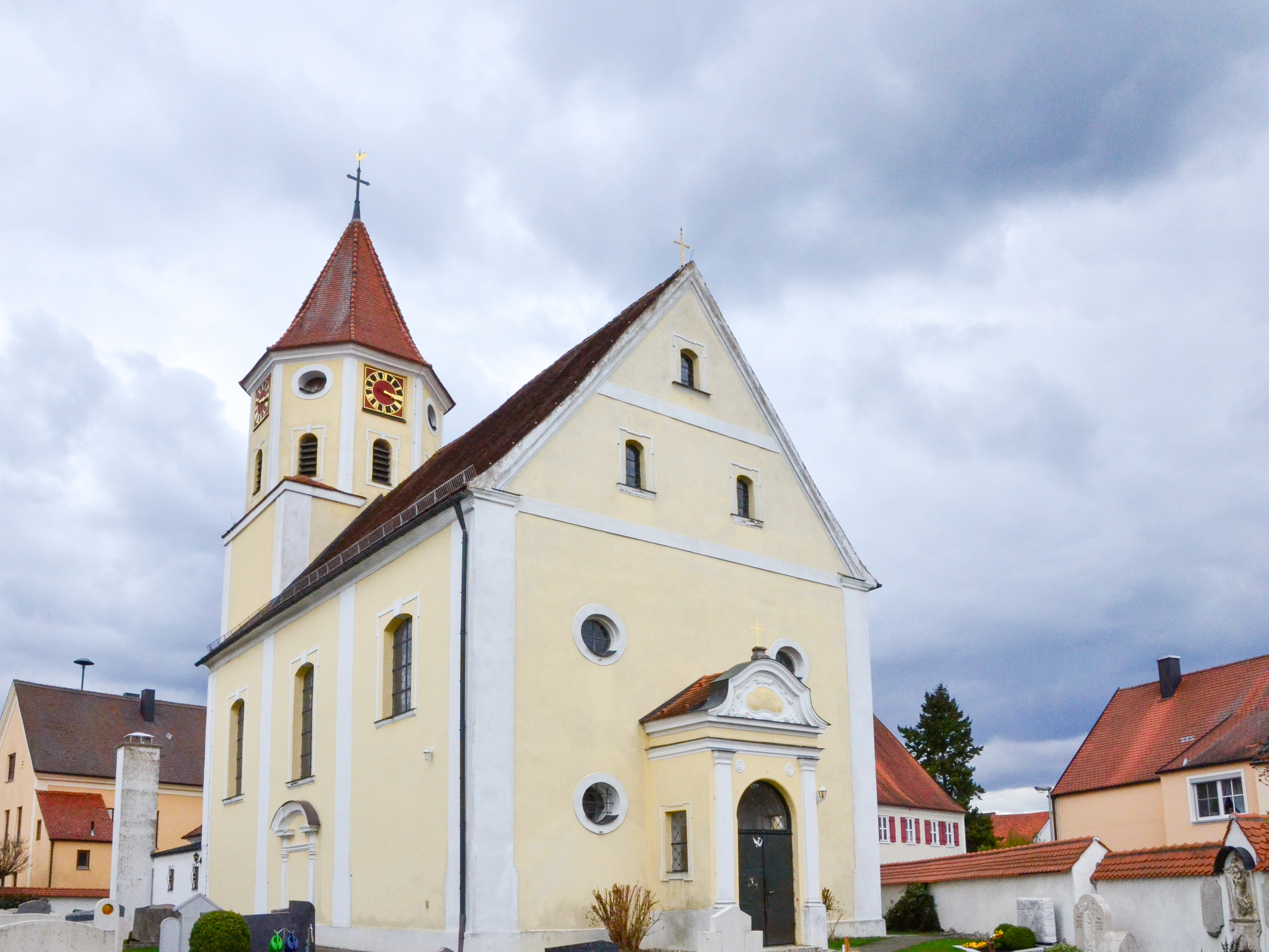
St. Margareta in Laub

Die römisch-katholische Pfarrkirche St. Margareta steht in Laub, einem Gemeindeteil von Munningen im schwäbischen Landkreis Donau-Ries von Bayern. Das Bauwerk ist in der Liste der Baudenkmäler in Munningen als Baudenkmal unter der Nr. D-7-79-188-9 eingetragen. Die Kirche gehört zum Dekanat Nördlingen des Bistums Augsburg.

## Beschreibung
Die Saalkirche besteht aus einem um 1400 gebauten Chorturm, der beim Neubau des Langhauses 1711 um ein achteckiges Geschoss, das die Turmuhr und den Glockenstuhl beherbergt, aufgestockt und im 19. Jahrhundert mit einem Zeltdach bedeckt wurde. In der Fassade im Westen befindet sich innerhalb einer Ädikula das Portal. Der mit Pilastern gegliederte Innenraum des Langhauses ist mit einem Stichkappengewölbe überspannt, der des quadratischen Chors im Erdgeschoss des Chorturms mit einer Flachkuppel. Der um 1713 gebaute Hochaltar aus Scagliola mit dem Antependium wird Dominikus Zimmermann zugeschrieben.